# 代数的整数
数論において代数的整数（だいすうてきせいすう、英: algebraic integer）とは、ある整数係数モニック多項式の根となる複素数のことである。代数的整数の全体 A は加法と乗法について閉じており、ゆえに複素数環 C の部分環をなす。この環 A は有理整数環 Z の C における整閉包となっている。
代数体 K の整数環 OK は K ∩ A に等しく、また体 K の極大整環（英: maximal order）となっている。全ての代数的整数はそれぞれ何らかの代数体の整数環に属している。x が代数的整数であることは、環 Z[x] がアーベル群として有限生成（即ち有限生成 Z-加群）であることと同値である。

## 定義
以下は α ∈ K が代数的整数であることの同値な定義である。ここで K は代数体（有理数体 Q の有限拡大）とする。原始元定理より、この K は適当な代数的数 θ ∈ C によって K = Q(θ) とすることもできる。
- f (α) = 0 を満たすモニック多項式 f (x) ∈ Z[x] が存在する。
- α の Q 上の最小モニック多項式 f (x) ∈ Z[x] が存在する。
- Z[α] が有限生成 Z-加群となる。
- αM ⊆ M を満たす有限生成 Z-部分加群 0 ≠ M ⊂ C が存在する。

代数的整数は有限拡大 K / Q の整元となっている。即ち代数的整数は環の拡大における整元の特別な場合である。
代数的整数をこのように定義する背景には次のような考え方がある。まず、有理数に対する整数のように、代数的数全体の集合の中で「整数の集合」S が何らかの方法で定義できたとする。すると S は次の性質を持っているはずである。
(S1) S は加減算と乗算で閉じている。
(S2) S の元の任意の共役は S に含まれる。
(S3) 有理整数はすべて S に属し、S に含まれる有理数は有理整数のみである。
(S4) S は以上の性質を持つ集合の中でなるべく大きいものである。
このような性質を持つ集合 S は実は代数的整数の集合と一致する。実際、S の任意の元 α に対してその有理数体上の最小多項式 f を取ってみる。f の係数は α の共役達の基本対称式であるから、(S2)と(S1)よりこれは S に含まれる。f の係数は有理数であるから、(S3)よりこれらは有理整数である。よって f は有理整数係数のモニック多項式であるから α は代数的整数である。したがって S は代数的整数の集合に含まれる。代数的整数の集合は(S1)～(S3)を満たす集合であるので、(S4)により S は代数的整数の集合に一致する。

## 代数的整数となる例
- 有理数のうち代数的整数となるのは有理整数に限る[2]。即ち Q ∩ A は Z に等しい。有理数 a/b は b が a を割り切らなければ代数的整数とはならない（多項式 bx − a の主係数が b であることに注意）。ほか、非負整数 n の平方根 √n が有理整数となるのは n が平方数のときに限り、それ以外のときは無理数となる。
- d が平方因子をもたない整数のとき、拡大 K = Q(√d) は二次体となる。ここで √d はモニック多項式 x2 − d の根であるから、K の代数的整数環 OK は √d をもつ。加えて d が d ≡ 1 (mod 4) を満たすとき、元 1 + √d/2 もまた代数的整数となる。これは、x = 1 + √d/2 を根として持つ二次多項式 x2 − x + 1 − d/4 の定数項（英語版）が、d ≡ 1 (mod 4) のとき整数となるためである。OK は √d と 1 + √d/2 よりそれぞれ生成される。詳細は en:Quadratic integer を参照。
- 平方因子を持たない互いに素な整数 h, k に対し m = hk2 とし、さらに α = 3√m とする。このとき体 F = Q(α) の整数環は以下の整数底を持つ[3]。
{\displaystyle {\begin{cases}1,~\alpha ,~{\dfrac {\alpha ^{2}\pm k^{2}\alpha +k^{2}}{3k}}&{\mbox{if}}~m\equiv \pm 1\mod 9\\1,~\alpha ,~{\dfrac {\alpha ^{2}}{k}}&{\mbox{otherwise}}\end{cases}}}
- ζn を 1 の原始 n 乗根とする。このとき円分体 Q(ζn) の整数環は Z[ζn] に等しい。
- α が代数的整数ならば n√α もまた代数的整数となる。これは α についての多項式に xn を代入すると n√α についての多項式が得られるためである。

## 代数的整数とならない例
- P (x) をモニックでない整数係数原始多項式で、かつ Q 上既約であるとする。このとき P (x) の根は代数的整数とならない。（ここで原始多項式とは、係数の最大公約数が 1 であるような多項式のことを言う。これは「係数が互いに素であるような多項式」よりも弱い条件である。）

## 性質
- 二つの代数的整数の和、差、積もまた代数的整数となる。ただし一般に商は代数的整数とならない。これは代数的整数 p, q とその積 pq について、それらを根とするモニック多項式の次数を比べると、一般に pq のほうが高くなるためである。このことは終結式を求めて因数分解することで分かる。例として、代数的整数 x, y がモニック多項式 x2 − x − 1 = 0, y3 − y − 1 = 0 を満たすとし、加えて積を z = xy (⇔ z − xy = 0) とおく。これらの左辺の多項式から終結式を用いて x と y を消去することで、z に関するモニック多項式 z6 − 3z4 − 4z3 + z2 + z − 1 が得られる。この多項式は既約であり、z = xy を根に持つ。（xy は多項式 z − xy, x2 − x − 1 に対して y, z を定数とみたときの終結式となっている。このことは「与えられた多項式 f, g の終結式は f, g が生成するイデアルに属する」ことからも確認できる。）
- 上の理由より、整数から冪根・加法・乗法を用いて構成可能な数は全て代数的整数である。しかしその逆、即ち「全ての代数的整数が整数から冪根・加法・乗法を用いて構成可能」は成り立たない。素朴な例としては、五次の既約多項式の根の殆どは整数から冪根・加法・乗法を用いて構成可能でないことがアーベル・ルフィニの定理から従う。
- 代数的整数を係数とするモニック多項式の根は全て代数的整数となる。即ち代数的整数は、任意の拡大に対し整閉であるような環をなす。
- 単項イデアル定理（英語版）より、代数的整数環 A はベズー整域となる。